# フォッカー F27
F27 フレンドシップ
NLMシティホッパーのフォッカーF27-500
- 用途：旅客機
- 製造者：フォッカー
- 運用者

  - KLMオランダ航空
  - 全日本空輸
  - 大韓航空
  - エアリンガス
  - TAM航空
  - ほか
- 初飛行：1955年11月24日
- 生産数：786機（ライセンス生産分208機含む）
- 運用開始：1958年9月
- 運用状況：運用中

フォッカー F27 フレンドシップ（Fokker F27 Friendship）は、オランダのフォッカー社が開発したターボプロップ双発旅客機である。アメリカのフェアチャイルド-ヒラーでも「FH227」としてライセンス生産された。

## 概要
1950年代に、第二次世界大戦前にデビューし世界各国で使用されたものの、この頃老朽化が進んだベストセラー機であるダグラス DC-3旅客機を代替する市場をめざして開発された。
客室からの視界のよさをアピールするために高翼配置を採用している。ダートエンジンを搭載して28席の与圧客室を持った原型機は1955年11月24日に初飛行した。生産型では、エンジンを高出力のダート528に換装し胴体を3ft延長して、テイルヘビーの修正をはかるとともに、客席数を増加させた。
最初の生産型F27-100は44座席の機体で、1958年9月にエアリンガスに就航した。また、1956年にアメリカのフェアチャイルド-ヒラーと契約し、1958年からライセンス生産が始められた。フェアチャイルド-ヒラーでライセンス生産された206機を含めて786機が生産された。日本では全日空が1961年から25機（全世界で最多採用）を使用し、国内ローカル線に加え同社初の国際定期便となる鹿児島 - 那覇線（当時の沖縄はアメリカ統治下）でも使用された。全機の総飛行距離は延べ1億6000万kmにも達し、ピーク時は全日空の全旅客者の半分がこの機種に搭乗していたとされる。また大韓航空が日本への乗り入れに使用した。
1980年代には、この機種を近代化したフォッカー 50が登場している。なお、日本航空機製造YS-11やホーカー・シドレーHS748、アントノフAn-24などがライバル機であったが、フォッカー50を含めると最も長く生産された。

## バリエーション
- -100：最初の量産型
- -200：エンジンをダート532に変更
- -300：-100の貨客両用型

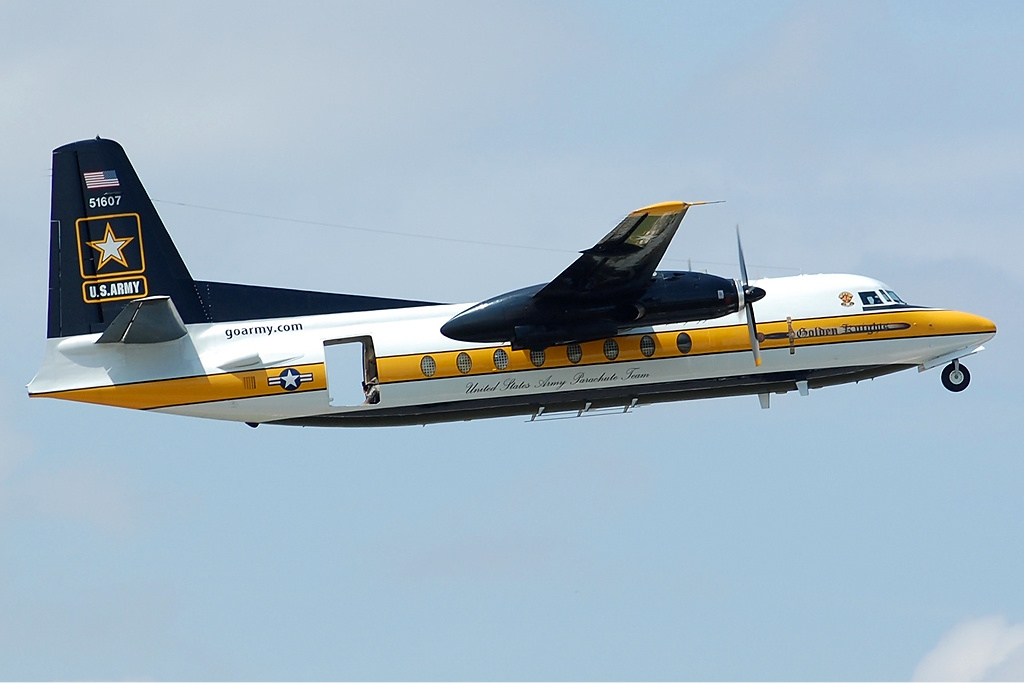
アメリカ陸軍のC-31A

- -300M トループシップ(Troopship)：オランダ空軍向け。
- -400：ダート7エンジンと貨物ドアを装備した貨客両用型。軍用型の-400Mもある
- -500：胴体延長仕様。軍用型の-500Mもある
- -600：-200の貨物ドアを拡大した貨客両用型
- -700：-100の貨物ドアの拡大
- マリタイム：海洋哨戒機型。
- マリタイム・エンフォーサー：対潜型。採用国なし。
- FH-227：フェアチャイルド-ヒラー社製の長胴型
- C-31A：2機のF27-400Mがアメリカ陸軍に購入され、「C-31A」の名前でパラシュート部隊のショー用の輸送機として用いられた。
- UC-27：アメリカ海軍が開発支援用に運用していたフェアチャイルドF-27Aの非公式名称。

## スペック(F27-200)
- 全長：23.5 m
- 全幅：29.0 m
- 翼面積：70.00 m²
- 最大離陸重量：19,050 kg
- 最大速度：483 km/h=M0.39
- 航続距離：1,468 km
- 最大運用高度：9935 m

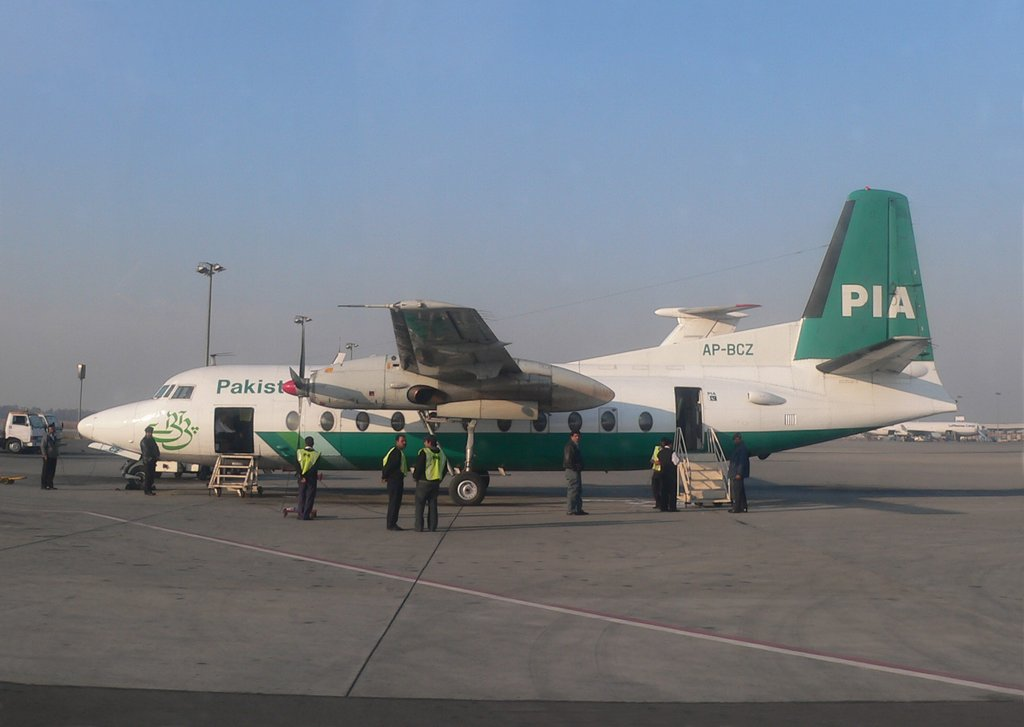
パキスタン国際航空のF27

- エンジン：ロールス・ロイス ダート Mk.528 ターボプロップエンジン x 2

## 主なカスタマー

### 航空会社

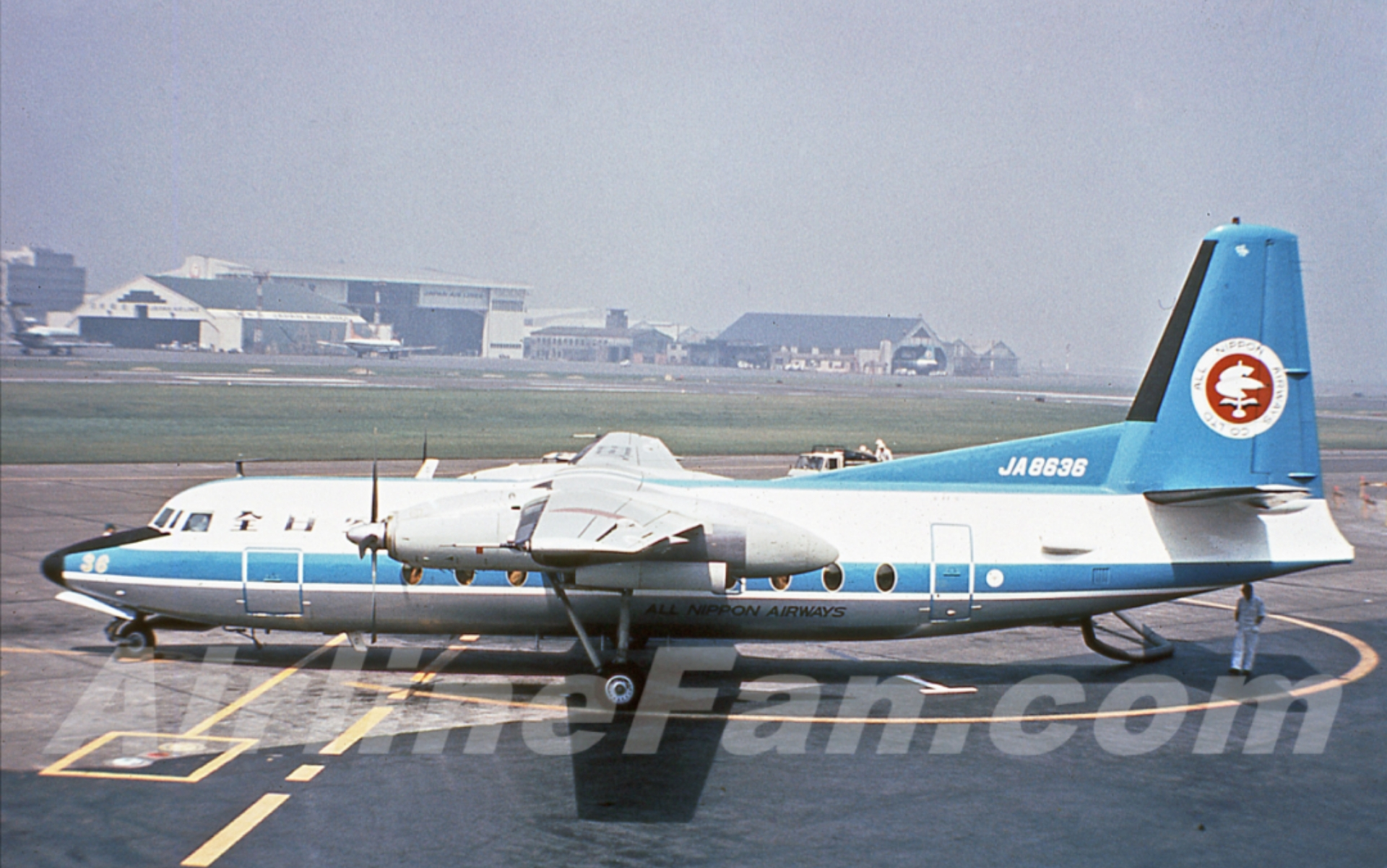
全日本空輸のF27-269

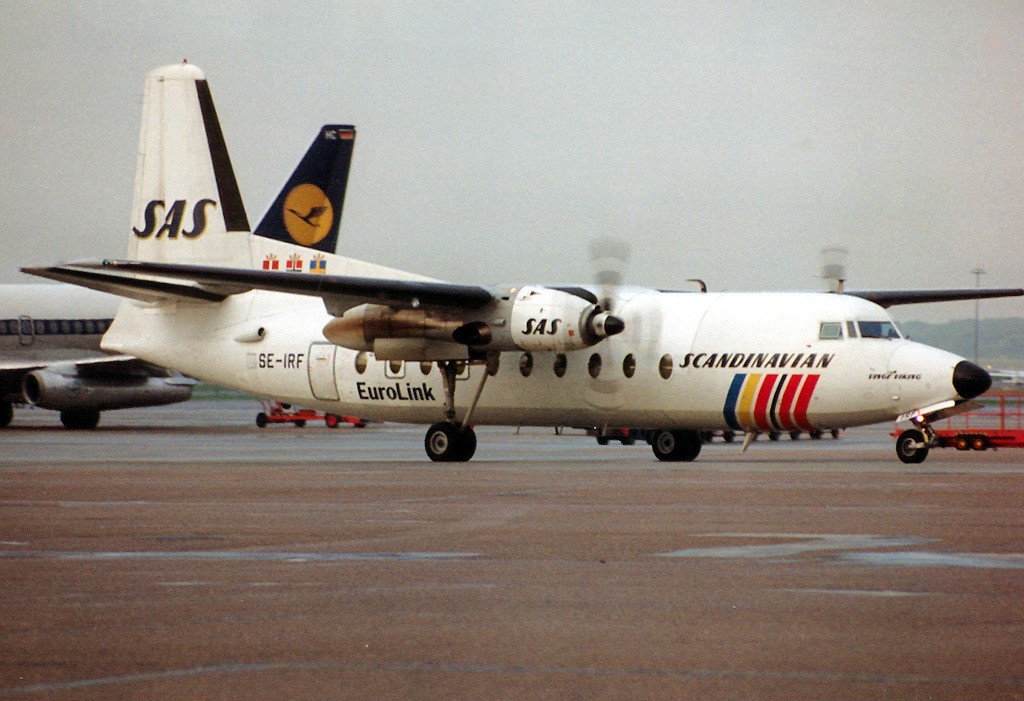
スカンジナビア航空のF27-600

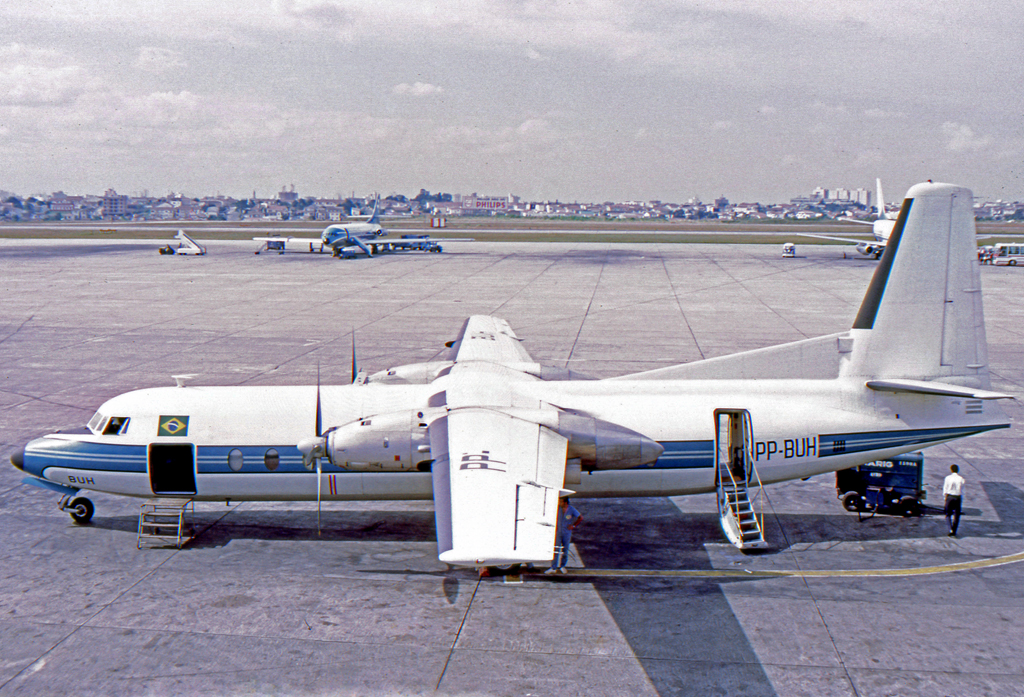
ヴァリグ・ブラジル航空のFH227

- 全日本空輸
- 大韓航空
- パキスタン国際航空
- KLMオランダ航空
- スカンジナビア航空
- サベナ・ベルギー航空
- エールフランス航空
- エアリンガス
- ブラーセンズ航空
- ヴァリグ・ブラジル航空
- TAM航空
- ミャンマー航空
- アンセット・オーストラリア航空

### 政府および軍
- アメリカ陸軍
- アメリカ海軍
- イラン陸軍
- インドネシア空軍[1]
- オランダ空軍
- タイ王国海軍
- パキスタン海軍
- パキスタン空軍 - 2023年時点で、1機のF27-200を保有[2]。
- ボリビア陸軍 - 2024年時点で、1機のF27-200を保有[3]。
- ミャンマー空軍 - FH-227も運用。
- ガーナ空軍